# اتحادیه فوتبال مالزی
فدراسیون فوتبال مالزی نهاد اداره‌کنندهٔ فوتبال در مالزی است. این نهاد در سال ۱۹۳۳ پایه‌گذاری شده و اکنون عضو کنفدراسیون فوتبال آسیا است. در حال حاضر ریاست این نهاد بر عهدهٔ سلطان احمد شاه می‌باشد.